# Premios Daytime Emmy
Los premios Daytime Emmy son uno de los premios Emmy otorgados por la Academia de Artes y Ciencias de la Televisión (con base en Los Ángeles) y la Academia Nacional de Artes y Ciencias de la Televisión (con base en Nueva York) en reconocimiento a la excelencia en la programación de televisión estadounidense diurna.

## Historia
La primera vez que se entregaron premios Emmy específicamente para programas diurnos fue en la ceremonia de los primetime Emmys de 1972, cuando The Doctors y General Hospital fueron nominados a mejor serie diurna de drama. Ese año, The Doctors ganó el primer Daytime Emmy al mejor programa. Además, se dio el premio al mejor logro de una persona en un programa diurno a Mary Flickett de All My Children. Anteriormente, se había creado en 1968 una categoría al "mejor trabajo en programa diurno" con nominados como MacDonald Carey de Days of Our Lives. Por las reglas de votación, los jueces podían optar entre dar el premio o dejarlo desierto, y al final decidieron dejar el premio sin ganador. Este desprecio enfureció a la entonces guionista de la serie Another World Agnes Nixon, que escribió en The New York Times: "...tras ver el reciente fiasco de los premios Emmy, podría considerarse una marca de distinción haber sido ignorado por ese grupo".
La longeva estrella de General Hospital John Beradino se convirtió en una de las voces que pidió que el talento diurno recibiera un homenaje por su trabajo. Los primeros premios separados solo para la programación diurna se realizaron en 1974, desde los Channel Gardens en el Rockefeller Center de Nueva York, presentados por Barbara Walters y Peter Marshall. Actualmente, la gala se suele celebrar en el cercano Radio City Music Hall, con ceremonias ocasionales desde el Madison Square Garden. Los Emmys de 2006 se celebraron en el Kodak Theatre en Los Ángeles (la primera vez que se celebraban fuera de Nueva York), donde solían presentarse los Premios Óscar desde la apertura del recinto en 2001. También se hicieron allí los premios de 2007 y 2008.
Por la relativamente pequeña cantidad de talentos de la televisión diurna, es común que las mismas personas sean nominadas repetidamente. La más infame de ellas es Susan Lucci de All My Children00, cuyo nombre se convirtió en sinónimo de ser nominado a un premio y nunca ganarlo, cuando fue nominada 18 veces sin recibir premio hasta que por fin lo ganó en 1999.
En 2003, en respuesta a las críticas de bloques de votos a favor de los programas con los repartos más grandes, se añadió una ronda de votación adicional para todas las categorías de intérpretes de ficción. Consideradas como "pre-nominaciones", uno o dos actores de cada programa son elegidos para después ser considerados para las nominaciones definitivas.

## Reglas
Entre las reglas de los Daytime Emmy, un programa debe haberse emitido en la televisión estadounidense entre el 1 de enero y el 31 de diciembre del año en curso. Para ser considerado programa diurno nacional, debe haberse emitido entre las 2:00 y las 18:00, y al menos para el 50% del país. Un programa que compita en los Daytime Emmys no puede participar en los Premios Primetime Emmy ni en ninguna otra competición nacional Emmy. Para programas en sindicación, cuyas emisiones varían entre mercados mediáticos, pueden ser nominados a los Daytime o los Primetimes (siempre que se alcance la regla de llegar al 50% del territorio), pero no en ambos. Para concursos que lleguen al 50% del país, pueden entrar en los Daytime si se emiten habitualmente antes de las 20:00 (incluyendo la antigua "access hour" de 19:00 a 20:00). De lo contrario, solo podrán participar en los Primetime Emmys.
Las candidaturas deben enviarse hasta finales de diciembre. La mayoría de las categorías también requieren incluir DVD o masters en cinta del programa. Por ejemplo, la mayoría de las series requieren el envío de un DVD con uno o dos episodios cualquiera emitidos durante el plazo en vigor. La votación se realiza por pares de paneles de jueces. Cualquier miembro activo de la Academia que tenga créditos nacionales al menos dos años y dentro de los cinco últimos años, es apto para ser juez. Dependiendo de la categoría, el voto puede hacerse por sistema de ranking o de puntuación de preferencias.

## Categorías
- Mejor serie dramática
- Mejor concurso
- Mejor programa matinal (desde 2007)
- Mejor Talk Show (hasta 2007, cuando se dividió en las dos siguientes categorías)
- Mejor Talk Show de entretenimiento
- Mejor Talk Show informativo
- Mejor programa especial
- Mejor serie de clase especial
- Mejor serie infantil para niños de preescolar
- Mejor serie infantil
- Mejor especial infantil/juvenil/familiar (2004-2007)
- Mejor programa de estilo de vida
- Mejor programa de clase especial
- Mejor programa infantil de animación
- Mejor programa de clase especial de animación
- Mejor programa legal o de juicios
- Mejor programa de noticias de entretenimiento

### Dirección
- Mejor director de concurso
- Mejor director de serie dramática
- Mejor director de Talk Show
- Mejor director de programa de estilo de vida
- Mejor director de serie infantil
- Mejor director de especial infantil/juvenil/familiar (2004-2007)
- Mejor director de programa de clase especial

### Interpretación
- Mejor actor protagonista en serie dramática
- Mejor actriz protagonista en serie dramática
- Mejor actor de reparto en serie dramática
- Mejor actriz de reparto en serie dramática
- Mejor actor joven en serie dramática
- Mejor actriz joven en serie dramática
- Mejor intérprete de serie infantil
- Mejor intérprete de especial infantil/juvenil/familiar (2004-2007)
- Mejor intérprete en programa de animación
- Mejor presentador de concurso
- Mejor presentador de Talk Show
- Mejor programa de estilo de vida o culinario

### Guionista
- Mejor guion de serie dramática
- Mejor guion de serie infantil
- Mejor guion de especial infantil/juvenil/familiar (2004-2007)
- Mejor guion de programa de clase especial
- Mejor guion de animación

Antes de 2007, las categorías de estilo de vida eran conocidas como de servicio público.

### Daytime Emmy a las Artes Creativas
- Dirección artística
  - Diseño de decorados
  - Diseño de decorados de serie dramática
- Casting de serie dramática
- Casting de serie de animación
- Vestuario
  - Vestuario de serie
  - Vestuario de serie dramática
- Montaje
  - Montaje de una sola cámara en serie
  - Montaje de múltiples cámaras en serie
  - Montaje de múltiples cámaras en serie dramática
- Peluquería
  - Peluquería de serie
  - Peluquería de serie dramática
- Dirección de iluminación
  - Iluminación en serie
  - Iluminación en serie dramática
- Diseño de título principal
- Maquillaje
  - Maquillaje general
  - Maquillaje de serie dramática
- Música
  - Dirección y composición
  - Dirección y composición de serie dramática
  - Canción original en una serie dramática
- Edición y mezcla de sonido
  - Edición de serie
  - Edición de serie dramática
  - Mezcla de serie
  - Mezcla de serie dramática
  - Mezcla de sonido en cine (1985-1995)
  - Edición de sonido en cine (1985-1995)
  - Mezcla de sonido (1996-2002)
  - Edición de sonido (1996-2002)
  - Mezcla de sonido- Clase especial (1996-2002)
  - Edición de sonido - Clase especial (1996-2002)
  - Mezcla de sonido - Imagen real o animación (2003-2011)
  - Edición de sonido - Imagen real o animación (2003-2011)
  - Mezcla de sonido - Animación
  - Edición de sonido - Animación
  - Mezcla de sonido - Imagen real
  - Edición de sonido - Imagen real
- Dirección técnica
  - Mejor fotografía o video de una sola cámara
  - Dirección técnica, trabajo de cámara o video de serie
  - Dirección técnica, trabajo de cámara o video de serie dramática

## Actores que han ganado más de dos Daytime Emmys
- Anthony Geary (7) (1982, 1999–2000, 2004, 2006, 2008, 2012)
- Justin Deas (6) (1984, 1988–1989, 1994–1995, 1997)
- Rosie O'Donnell (6) (1997-2002)
- Erika Slezak (6) (1984, 1986, 1992, 1995–1996, 2005)
- Regis Philbin (6) (2001, 2001, 2006, 2011-2012[2])
- David Canary (5) (1986, 1988–1989, 1993, 2001)
- Maria Canals Barrera (2) (2009,2012)
- Jonathan Jackson (5) (1995, 1998–1999, 2011, 2012)
- Heather Tom (5) (1993, 1999, 2011, 2012, 2013)
- Susan Flannery (4) (1975, 2000, 2002–2003)
- Ellen DeGeneres (4) (2005, 2006, 2008)
- Kim Zimmer (4) (1985, 1987, 1990, 2006)
- Peter Bergman (3) (1991–1992, 2002)
- Sarah Brown (3) (1997–1998, 2000)
- Jennifer Finnigan (3) (2002–2004)
- Helen Gallagher (3) (1976–1977, 1988)
- Rick Hearst (3) (1991, 2004, 2007)
- David Deluise (2) (2009,2012)
- Eartha Kitt (3) (2007, 2008, 2010)
- Michael E. Knight (3) (1986–1987, 2001)
- Jennifer Landon (3) (2006–2008)
- Christian LeBlanc (3) (2005, 2007, 2009)
- Barbara Walters (3) (1975, 2003, 2009)
- Kelly Ripa (3) (2006, 2011-2012)
- Nancy Lee Grahn (2) (1989, 2012)
- Louie Anderson (2) (1997, 1998)
- Julia Barr (2) (1990, 1998)
- Julie Marie Berman (3) (2009, 2010, 2013)
- Larry Bryggman (2) (1984, 1987)
- Martha Byrne (2) (1987, 2001)
- Macdonald Carey (2) (1974–1975)
- Whoopi Goldberg (2) (2002, 2009)
- Susan Haskell (2) (1994, 2009)
- Elizabeth Hubbard (2) (1974, 1976)
- Nathan Lane (2) (1996, 2001)
- Judith Light (2) (1980–1981)
- Jenifer Stone (2) (2009,2012)
- Dorothy Lyman (2) (1982–1983)
- Kevin Mambo (2) (1996–1997)
- Cady McClain (2) (1990, 2004)
- Jake T. Austin (2) (2009,2012)
- Kimberly McCullough (2) (1989, 1996)
- Michael Park (2) (2010–2011)
- Tom Pelphrey (2) (2006, 2008)
- John Wesley Shipp (2) (1986, 1987)
- Kristoff St. John (2) (1992, 2008)
- Michelle Stafford (2) (1997, 2004)
- Gina Tognoni (2) (2006, 2008)
- Jerry verDorn (2) (1995–1996)
- Jess Walton (2) (1991, 1997)
- Douglass Watson (2) (1980–1981)
- Maura West (2) (2007, 2010)
- Ellen Wheeler (2) (1986, 1988)
- Darnell Williams (2) (1983, 1985)
- Chandler Massey (2) (2012, 2013)
- David Henrie (2) (2009,2012)

## Ceremonias
| Años |
| 1974 · 1975 · 1976 · 1977 · 1978 · 1979 · 1980 · 1981 · 1982 · 1983 · 1984 · 1985 · 1986 · 1987 · 1988 · 1989 · 1990 · 1991 · 1992 · 1993 · 1994 · 1995 · 1996 · 1997 · 1998 · 1999 · 2000 · 2001 · 2002 · 2003 · 2004 · 2005 · 2006 · 2007 · 2008 · 2009 · 2010 · 2011 · 2012 · |